# アンドレアス・スヘルフハウト
アンドレアス・スヘルフハウト（Andreas Schelfhout、1787年2月16日 – 1870年4月19日）はオランダの画家、版画家である。風景画を得意とし、19世紀後半の「ハーグ派」と呼ばれる画家たちの先駆けに位置する画家である。

## 略歴
デン・ハーグで生まれた。父親は家具職人、装飾職人で、母親の兄弟に舞台芸術家のフーベルタス・ファン・ホーフェ（Hubertus van Hove）がいて、その息子、バルトロメウス・ファン・ホーフェ(Bartholomeus van Hove:1790-1880)も画家になった。24歳まで父親の仕事で働き、余暇に絵を描いていたが、両親は才能を認めて、デン・ハーグの舞台芸術家に弟子入りさせた。風景画も描くようになり1811年には展覧会に出展するようになった。オランダ黄金時代の風景画家、メインデルト・ホッベマやヤーコプ・ファン・ロイスダールの作品から学んだ。1815年に独立してスタジオを構えた。多くの展覧会に出展した作品は好評で、1819年にはアントウェルペンの展覧会でも金賞を受賞した。冬のオランダの風景などを描いた。
アムステルダム王立美術アカデミー(Koninklijke Academie voor Schone Kunsten van Amsterdam、後にRijksakademie van beeldende kunsten)の会員に選ばれた。
息子のアンリ・スヘルフハウト( Henri Schelfhout: 1838-1910)はオペラ歌手になり、孫のローデウェイク・スヘルフハウト(Lodewijk Schelfhout:1881-1943)は画家。版画家になった。

## 作品

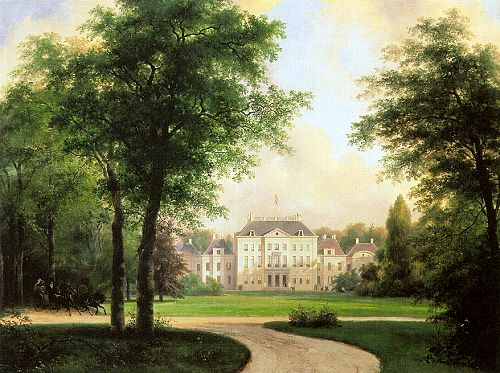
ヘット・ロー宮殿
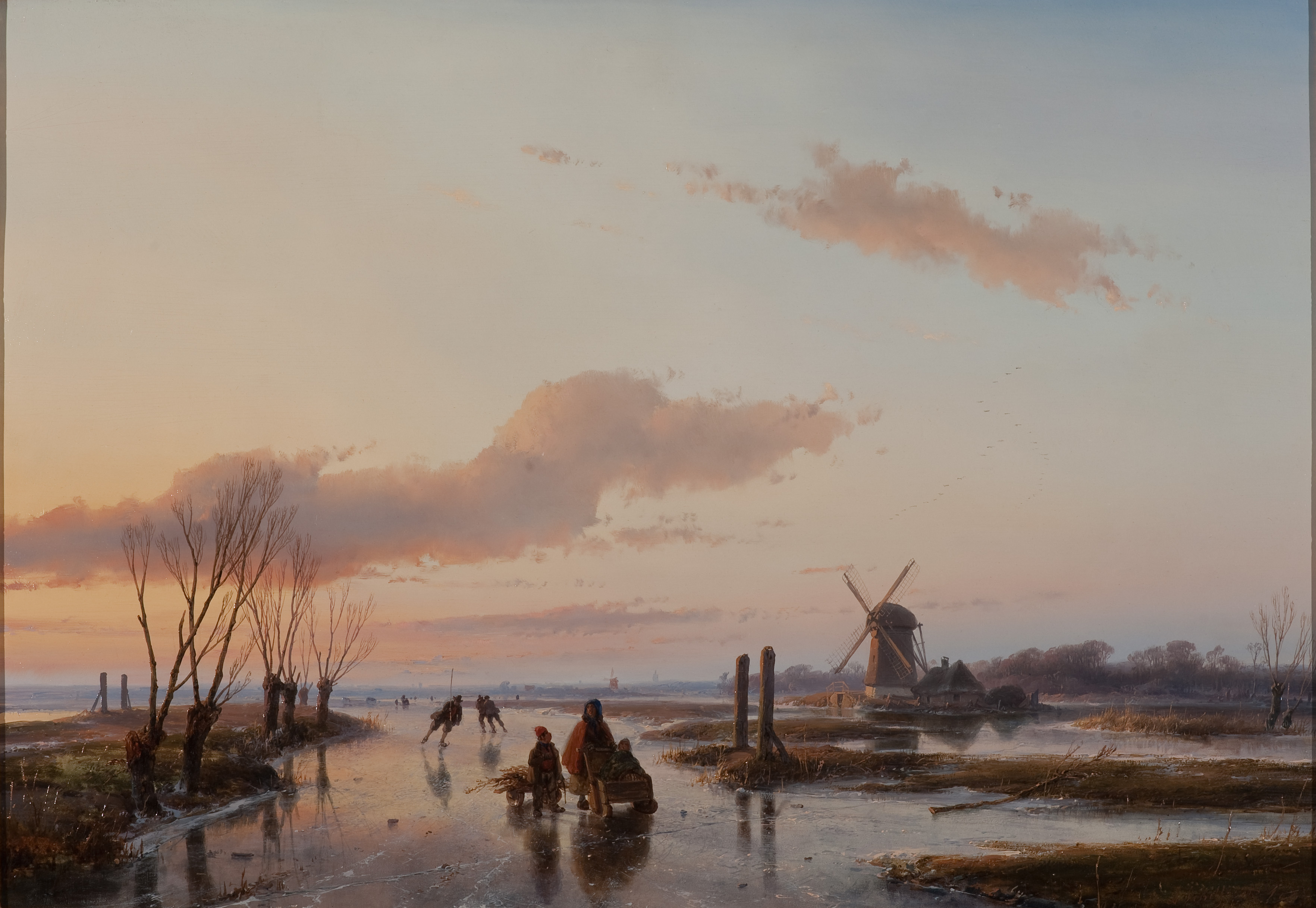
凍った水路　(1845)
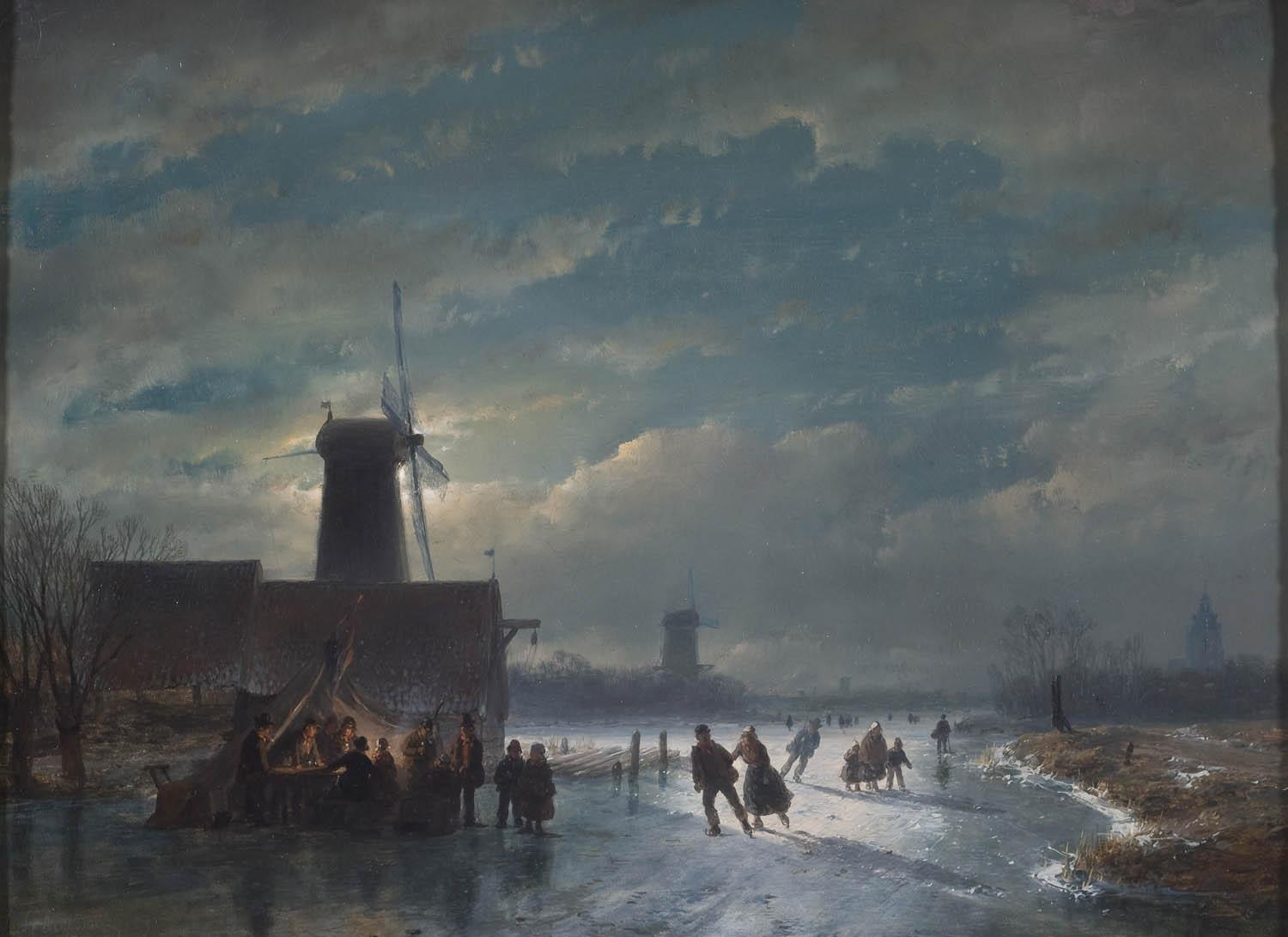
冬の風景
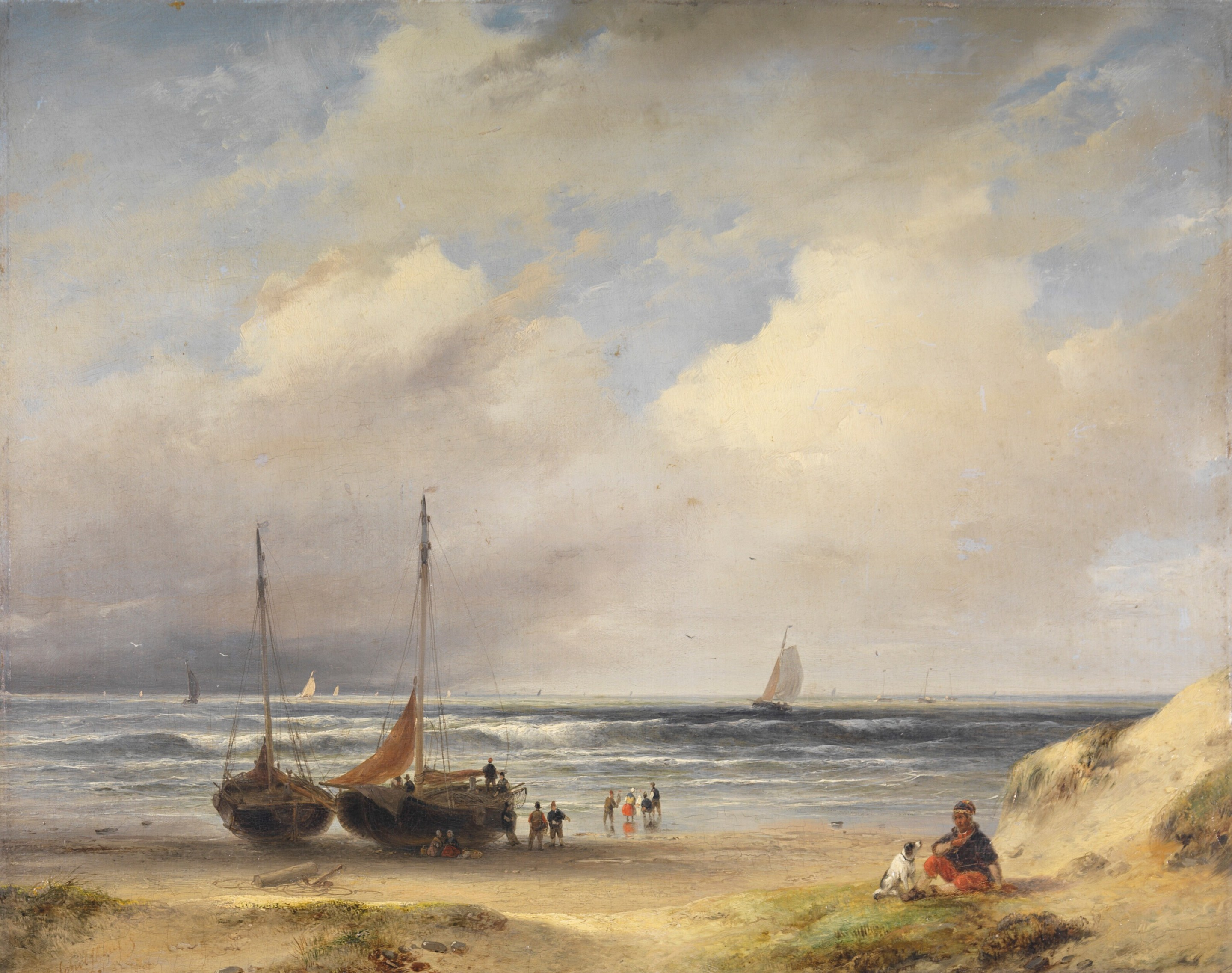
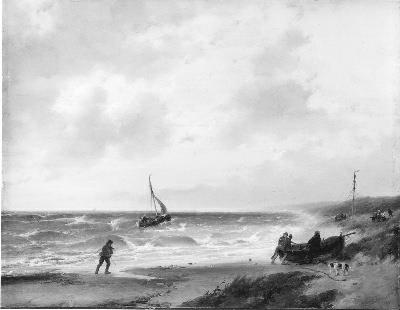
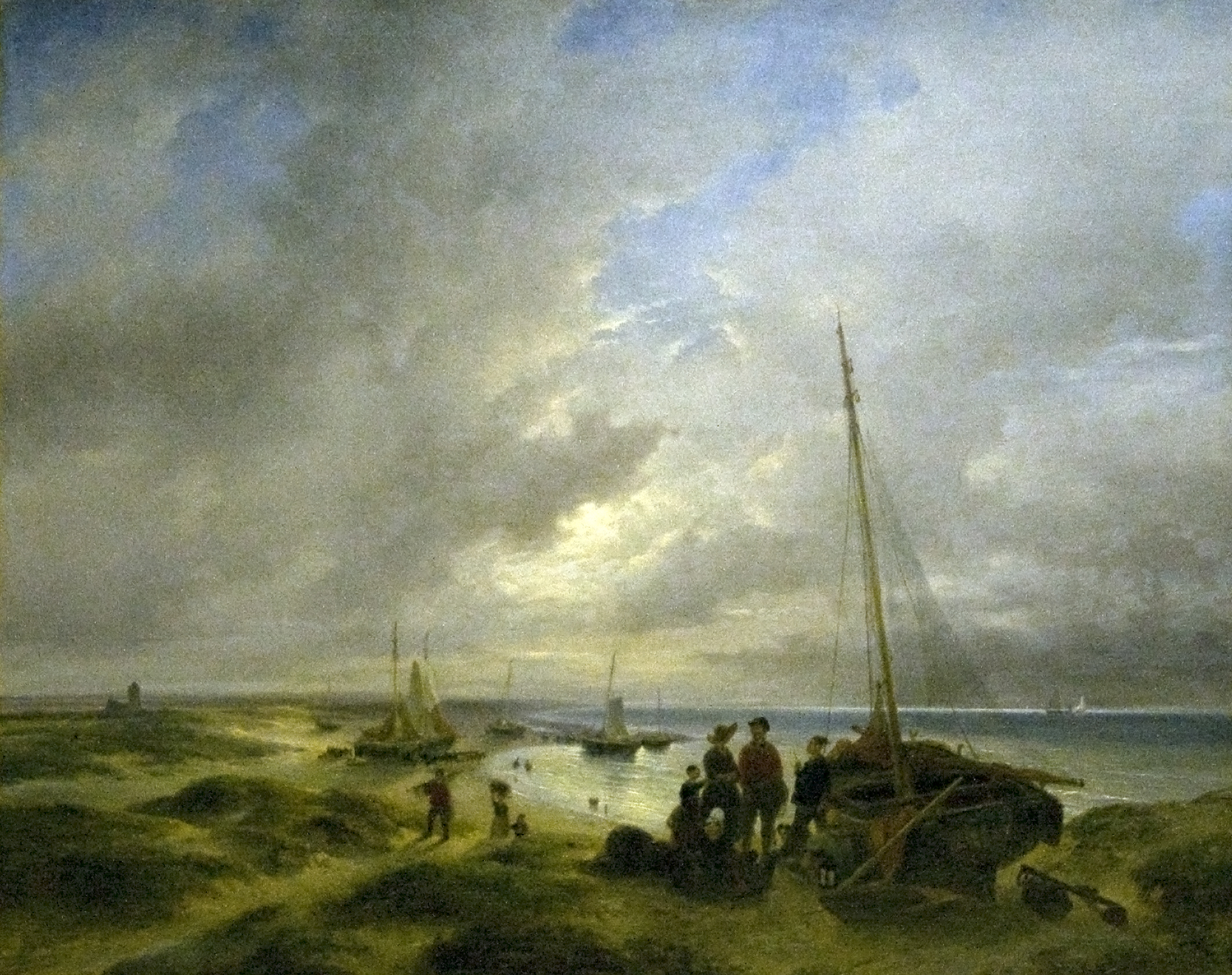

## スヘルフハウトの教えた弟子たち
スヘルフハウの教えた、画家たちには次のような人物がいる。
- ニコラース・ヨハネス・ローゼンボーム (1805–1880)
- ラデン・サレー (1811-1880)
- シャルル・リケルト (1816-1907)
- ヨハン・ヨンキント (1819-1891)
- ヨハネス・ヨセフ・デトレ (1827-1888)
- ルイ・レミー・ミニョー (1831-1870)